# Davis Cup 2023 – baráž 1. světové skupiny
Baráž 1. světové skupiny Davis Cupu 2023 představovala dvanáct mezistátních tenisových zápasů hraných mezi 3. a 4. únorem, respektive 4. a 5. únorem 2023. V rámci Davis Cupu 2023 se jí zúčastnilo dvacet čtyři družstev, která vytvořila dvanáct párů. Dvoudenní vzájemná mezistátní utkání se konala ve formátu domácího a hostujícího týmu do tři vítězných bodů (čtyři dvouhry a čtyřhra).
Vítězové postoupili do zářijové 1. světové skupiny 2023 a na poražené čekala účast ve 2. světové skupině 2023 hrané také v září.

## Přehled
Baráže 1. světové skupiny se zúčastnilo dvacet čtyři týmů:
- 12 poražených týmů z 1. světové skupiny 2022
- 12 vítězných týmů z 2. světové skupiny 2022

| Nasazené týmy 1. Japonsko (20. ITF) 2. Ekvádor (23.) 3. Brazílie (25.) 4. Indie (26.) 5. Rumunsko (32.) 6. Izrael (34.) 7. Peru (35.) 8. Mexiko (36.) 9. Ukrajina (37.) 10. Turecko (38.) 11. Pákistán (39.) 12. Nový Zéland (41.) | Nenasazené týmy - Libanon (43.) - Litva (44.) - Dánsko (45.) - Tchaj-wan (47.) - Slovinsko (48.) - Polsko (49.) - Řecko (51.) - Lotyšsko (55.) - Bulharsko (56.) - Irsko (63.) - Čína (70.) - Thajsko (72.) |

Žebříček ITF k 28. listopadu 2022.
| Baráž 1. světové skupiny – 3.–4. a 4.–5. února 2023 | Baráž 1. světové skupiny – 3.–4. a 4.–5. února 2023 | Baráž 1. světové skupiny – 3.–4. a 4.–5. února 2023 | Baráž 1. světové skupiny – 3.–4. a 4.–5. února 2023 | Baráž 1. světové skupiny – 3.–4. a 4.–5. února 2023 | Baráž 1. světové skupiny – 3.–4. a 4.–5. února 2023 | Baráž 1. světové skupiny – 3.–4. a 4.–5. února 2023 |
| Domácí                                              | výsledek                                            | hosté                                               | místo konání                                        | areál / hala                                        | povrch                                              |                                                     |
| --------------------------------------------------- | --------------------------------------------------- | --------------------------------------------------- | --------------------------------------------------- | --------------------------------------------------- | --------------------------------------------------- | --------------------------------------------------- |
| Japonsko [1]                                        | 4–0                                                 | Polsko                                              | Miki                                                | Bourbon Beans Dome                                  | tvrdý (hala)                                        |                                                     |
| Řecko                                               | 3–1                                                 | Ekvádor [2]                                         | Athény                                              | Olympiakó Athlitikó Kéntro Athinón                  | tvrdý (hala)                                        |                                                     |
| Brazílie [3]                                        | 4–0                                                 | Čína                                                | Florianópolis                                       | Estadio Guga Kuerten                                | antuka                                              |                                                     |
| Dánsko                                              | 3–2                                                 | Indie [4]                                           | Hillerød                                            | Royal Stage                                         | tvrdý (hala)                                        |                                                     |
| Thajsko                                             | 2–3                                                 | Rumunsko [5]                                        | Nonthaburi                                          | Lawn Tennis Association                             | tvrdý                                               |                                                     |
| Lotyšsko                                            | 2–3                                                 | Izrael [6]                                          | Riga                                                | Aréna Riga                                          | tvrdý (hala)                                        |                                                     |
| Peru [7]                                            | 4–0                                                 | Irsko                                               | Lima                                                | Estadio Asia                                        | antuka                                              |                                                     |
| Mexiko [8]                                          | 1–3                                                 | Tchaj-wan                                           | Metepec                                             | Club Deportivo la Asunción                          | tvrdý                                               |                                                     |
| Ukrajina [9]                                        | 3–1                                                 | Libanon                                             | Lešno (Polsko)                                      | Leszno Tennis Club                                  | tvrdý (hala)                                        |                                                     |
| Turecko [10]                                        | 4–0                                                 | Slovinsko                                           | Istanbul                                            | Enka Spor Kulübü                                    | tvrdý (hala)                                        |                                                     |
| Litva                                               | 4–0                                                 | Pákistán [11]                                       | Vilnius                                             | SEB Arena                                           | tvrdý (hala)                                        |                                                     |
| Nový Zéland [12]                                    | 1–3                                                 | Bulharsko                                           | Christchurch                                        | Wilding Park                                        | tvrdý                                               |                                                     |

## Zápasy baráže 1. světové skupiny

### Japonsko vs. Polsko
| | Japonsko | 4 :                                                          | 0   | Polsko |      |            |
| --- | -------- | ------------------------------------------------------------ | --- | ------ | ---- | ---------- |
| Bourbon Beans Dome, Miki, Japonsko 4.–5. února 2023 tvrdý (hala) |          |                                                              |     |        |      |            |
| \| \| \| \| 1. \| 2. \| 3. \| \| \| -- \| \| ------------------------------------------------------------ \| --- \| --- \| ---- \| ---------- \| \| 1. \| \| Jošihito Nišioka Daniel Michalski \| 6 3 \| 6 2 \| \| \| \| 2. \| \| Taró Daniel Kacper Żuk \| 6 3 \| 6 4 \| \| \| \| 3. \| \| Ben McLachlan / Josuke Watanuki Łukasz Kubot / Jan Zieliński \| 4 6 \| 7 5 \| 7 62 \| \| \| 4. \| \| Kaiči Učida Maks Kaśnikowski \| 6 2 \| 7 5 \| \| \| \| 5. \| \| Taró Daniel Daniel Michalski \| \| \| \| nehrálo se \| \| \| \| \| \| \| \| \| \| \| \| \| \| \| \| \| \| \| \| \| \| \| \| \| \| \| \| \| \| \| \| \| \| \| \| \| \| \| \| \| |          |                                                              |     |        |      |            |
| |          |                                                              | 1.  | 2.     | 3.   |            |
| 1. |          | Jošihito Nišioka Daniel Michalski                            | 6 3 | 6 2    |      |            |
| 2. |          | Taró Daniel Kacper Żuk                                       | 6 3 | 6 4    |      |            |
| 3. |          | Ben McLachlan / Josuke Watanuki Łukasz Kubot / Jan Zieliński | 4 6 | 7 5    | 7 62 |            |
| 4. |          | Kaiči Učida Maks Kaśnikowski                                 | 6 2 | 7 5    |      |            |
| 5. |          | Taró Daniel Daniel Michalski                                 |     |        |      | nehrálo se |
| |          |                                                              |     |        |      |            |
| |          |                                                              |     |        |      |            |
| |          |                                                              |     |        |      |            |
| |          |                                                              |     |        |      |            |
| |          |                                                              |     |        |      |            |

### Řecko vs. Ekvádor
| | Řecko | 3 :                                                                    | 1    | Ekvádor |    |            |
| --- | ----- | ---------------------------------------------------------------------- | ---- | ------- | -- | ---------- |
| Olympiakó Athlitikó Kéntro Athinón, Athény, Řecko 4.–5. února 2023 tvrdý (hala) |       |                                                                        |      |         |    |            |
| \| \| \| \| 1. \| 2. \| 3. \| \| \| -- \| \| ---------------------------------------------------------------------- \| ---- \| --- \| -- \| ---------- \| \| 1. \| \| Stefanos Tsitsipas Álvaro Guillén Meza \| 7 5 \| 6 2 \| \| \| \| 2. \| \| Aristotelis Thanos Andrés Andrade \| 7 64 \| 6 4 \| \| \| \| 3. \| \| Alexandros Skorilas / Petros Tsitsipas Gonzalo Escobar / Diego Hidalgo \| 64 7 \| 4 6 \| \| \| \| 4. \| \| Stefanos Tsitsipas Andrés Andrade \| 7 61 \| 6 1 \| \| \| \| 5. \| \| Aristotelis Thanos Álvaro Guillén Meza \| \| \| \| nehrálo se \| \| \| \| \| \| \| \| \| \| \| \| \| \| \| \| \| \| \| \| \| \| \| \| \| \| \| \| \| \| \| \| \| \| \| \| \| \| \| \| \| |       |                                                                        |      |         |    |            |
| |       |                                                                        | 1.   | 2.      | 3. |            |
| 1. |       | Stefanos Tsitsipas Álvaro Guillén Meza                                 | 7 5  | 6 2     |    |            |
| 2. |       | Aristotelis Thanos Andrés Andrade                                      | 7 64 | 6 4     |    |            |
| 3. |       | Alexandros Skorilas / Petros Tsitsipas Gonzalo Escobar / Diego Hidalgo | 64 7 | 4 6     |    |            |
| 4. |       | Stefanos Tsitsipas Andrés Andrade                                      | 7 61 | 6 1     |    |            |
| 5. |       | Aristotelis Thanos Álvaro Guillén Meza                                 |      |         |    | nehrálo se |
| |       |                                                                        |      |         |    |            |
| |       |                                                                        |      |         |    |            |
| |       |                                                                        |      |         |    |            |
| |       |                                                                        |      |         |    |            |
| |       |                                                                        |      |         |    |            |

### Brazílie vs. Čína
| | Brazílie | 4 :                                                           | 0   | Čína |    |            |
| --- | -------- | ------------------------------------------------------------- | --- | ---- | -- | ---------- |
| Estadio Guga Kuerten, Florianópolis, Brazílie 3.–4. února 2023 antuka |          |                                                               |     |      |    |            |
| \| \| \| \| 1. \| 2. \| 3. \| \| \| -- \| \| ------------------------------------------------------------- \| --- \| --- \| -- \| ---------- \| \| 1. \| \| Matheus Pucinelli de Almeida Tche Ž'-ke-le \| 6 1 \| 6 2 \| \| \| \| 2. \| \| Thiago Monteiro Cchuej Ťie \| 6 3 \| 6 4 \| \| \| \| 3. \| \| Rafael Matos / Felipe Meligeni Alves Cchuej Ťie / Čang Č’-čen \| 6 2 \| 6 3 \| \| \| \| 4. \| \| Gustavo Heide Tche Ž'-ke-le \| 3 0 \| \| \| skreč \| \| 5. \| \| Matheus Pucinelli de Almeida Cchuej Ťie \| \| \| \| nehrálo se \| \| \| \| \| \| \| \| \| \| \| \| \| \| \| \| \| \| \| \| \| \| \| \| \| \| \| \| \| \| \| \| \| \| \| \| \| \| \| \| \| |          |                                                               |     |      |    |            |
| |          |                                                               | 1.  | 2.   | 3. |            |
| 1. |          | Matheus Pucinelli de Almeida Tche Ž'-ke-le                    | 6 1 | 6 2  |    |            |
| 2. |          | Thiago Monteiro Cchuej Ťie                                    | 6 3 | 6 4  |    |            |
| 3. |          | Rafael Matos / Felipe Meligeni Alves Cchuej Ťie / Čang Č’-čen | 6 2 | 6 3  |    |            |
| 4. |          | Gustavo Heide Tche Ž'-ke-le                                   | 3 0 |      |    | skreč      |
| 5. |          | Matheus Pucinelli de Almeida Cchuej Ťie                       |     |      |    | nehrálo se |
| |          |                                                               |     |      |    |            |
| |          |                                                               |     |      |    |            |
| |          |                                                               |     |      |    |            |
| |          |                                                               |     |      |    |            |
| |          |                                                               |     |      |    |            |

### Dánsko vs. Indie
| | Dánsko | 3 :                                                           | 2   | Indie |     |  |
| --- | ------ | ------------------------------------------------------------- | --- | ----- | --- |  |
| Royal Stage, Hillerød, Dánsko 3.–4. února 2023 tvrdý (hala) |        |                                                               |     |       |     |  |
| \| \| \| \| 1. \| 2. \| 3. \| \| \| -- \| \| ------------------------------------------------------------- \| --- \| ---- \| --- \| \| \| 1. \| \| Holger Rune Juki Bhambri \| 6 2 \| 6 2 \| \| \| \| 2. \| \| August Holmgren Sumit Nagal \| 6 4 \| 3 6 \| 4 6 \| \| \| 3. \| \| Johannes Ingildsen / Holger Rune Juki Bhambri / Rohan Bopanna \| 6 2 \| 6 4 \| \| \| \| 4. \| \| Holger Rune Sumit Nagal \| 7 5 \| 6 3 \| \| \| \| 5. \| \| Elmer Møller Prajneš Gunneswaran \| 4 6 \| 61 7 \| \| \| \| \| \| \| \| \| \| \| \| \| \| \| \| \| \| \| \| \| \| \| \| \| \| \| \| \| \| \| \| \| \| \| \| \| \| \| \| \| \| \| |        |                                                               |     |       |     |  |
| |        |                                                               | 1.  | 2.    | 3.  |  |
| 1. |        | Holger Rune Juki Bhambri                                      | 6 2 | 6 2   |     |  |
| 2. |        | August Holmgren Sumit Nagal                                   | 6 4 | 3 6   | 4 6 |  |
| 3. |        | Johannes Ingildsen / Holger Rune Juki Bhambri / Rohan Bopanna | 6 2 | 6 4   |     |  |
| 4. |        | Holger Rune Sumit Nagal                                       | 7 5 | 6 3   |     |  |
| 5. |        | Elmer Møller Prajneš Gunneswaran                              | 4 6 | 61 7  |     |  |
| |        |                                                               |     |       |     |  |
| |        |                                                               |     |       |     |  |
| |        |                                                               |     |       |     |  |
| |        |                                                               |     |       |     |  |
| |        |                                                               |     |       |     |  |

### Thajsko vs. Rumunsko
| | Thajsko | 2 :                                                                 | 3   | Rumunsko |     |  |
| --- | ------- | ------------------------------------------------------------------- | --- | -------- | --- |  |
| Lawn Tennis Association, Nonthaburi, Thajsko 3.–4. února 2023 tvrdý |         |                                                                     |     |          |     |  |
| \| \| \| \| 1. \| 2. \| 3. \| \| \| -- \| \| ------------------------------------------------------------------- \| --- \| ---- \| --- \| \| \| 1. \| \| Juttana Čaroenfon Nicholas David Ionel \| 7 5 \| 3 6 \| 6 1 \| \| \| 2. \| \| Kasidit Samrej Filip Cristian Jianu \| 4 6 \| 7 65 \| 2 6 \| \| \| 3. \| \| Pručja Isaro / Thantub Suksumrarn Marius Copil / Victor Vlad Cornea \| 4 6 \| 6 2 \| 6 4 \| \| \| 4. \| \| Kasidit Samrej Nicholas David Ionel \| 4 6 \| 1 6 \| \| \| \| 5. \| \| Juttana Čaroenfon Filip Cristian Jianu \| 0 6 \| 2 6 \| \| \| \| \| \| \| \| \| \| \| \| \| \| \| \| \| \| \| \| \| \| \| \| \| \| \| \| \| \| \| \| \| \| \| \| \| \| \| \| \| \| \| |         |                                                                     |     |          |     |  |
| |         |                                                                     | 1.  | 2.       | 3.  |  |
| 1. |         | Juttana Čaroenfon Nicholas David Ionel                              | 7 5 | 3 6      | 6 1 |  |
| 2. |         | Kasidit Samrej Filip Cristian Jianu                                 | 4 6 | 7 65     | 2 6 |  |
| 3. |         | Pručja Isaro / Thantub Suksumrarn Marius Copil / Victor Vlad Cornea | 4 6 | 6 2      | 6 4 |  |
| 4. |         | Kasidit Samrej Nicholas David Ionel                                 | 4 6 | 1 6      |     |  |
| 5. |         | Juttana Čaroenfon Filip Cristian Jianu                              | 0 6 | 2 6      |     |  |
| |         |                                                                     |     |          |     |  |
| |         |                                                                     |     |          |     |  |
| |         |                                                                     |     |          |     |  |
| |         |                                                                     |     |          |     |  |
| |         |                                                                     |     |          |     |  |

### Lotyšsko vs. Izrael
| | Lotyšsko | 2 :                                                           | 3    | Izrael |      |  |
| --- | -------- | ------------------------------------------------------------- | ---- | ------ | ---- |  |
| Aréna Riga, Riga, Lotyšsko 4.–5. února 2023 tvrdý (hala) |          |                                                               |      |        |      |  |
| \| \| \| \| 1. \| 2. \| 3. \| \| \| -- \| \| ------------------------------------------------------------- \| ---- \| --- \| ---- \| \| \| 1. \| \| Kārlis Ozoliņš Edan Lešem \| 6 0 \| 6 3 \| \| \| \| 2. \| \| Ernests Gulbis Daniel Cukierman \| 6 1 \| 2 6 \| 7 62 \| \| \| 3. \| \| Ernests Gulbis / Kārlis Ozoliņš Daniel Cukierman / Edan Lešem \| 3 6 \| 3 6 \| \| \| \| 4. \| \| Robert Strombachs Jišaj Oli'el \| 1 6 \| 4 6 \| \| \| \| 5. \| \| Kārlis Ozoliņš Daniel Cukierman \| 7 65 \| 2 6 \| 4 6 \| \| \| \| \| \| \| \| \| \| \| \| \| \| \| \| \| \| \| \| \| \| \| \| \| \| \| \| \| \| \| \| \| \| \| \| \| \| \| \| \| \| |          |                                                               |      |        |      |  |
| |          |                                                               | 1.   | 2.     | 3.   |  |
| 1. |          | Kārlis Ozoliņš Edan Lešem                                     | 6 0  | 6 3    |      |  |
| 2. |          | Ernests Gulbis Daniel Cukierman                               | 6 1  | 2 6    | 7 62 |  |
| 3. |          | Ernests Gulbis / Kārlis Ozoliņš Daniel Cukierman / Edan Lešem | 3 6  | 3 6    |      |  |
| 4. |          | Robert Strombachs Jišaj Oli'el                                | 1 6  | 4 6    |      |  |
| 5. |          | Kārlis Ozoliņš Daniel Cukierman                               | 7 65 | 2 6    | 4 6  |  |
| |          |                                                               |      |        |      |  |
| |          |                                                               |      |        |      |  |
| |          |                                                               |      |        |      |  |
| |          |                                                               |      |        |      |  |
| |          |                                                               |      |        |      |  |

### Peru vs. Irsko
| | Peru | 4 :                                                 | 0   | Irsko |    |            |
| --- | ---- | --------------------------------------------------- | --- | ----- | -- | ---------- |
| Estadio Asia, Lima, Peru 3.–4. února 2023 antuka |      |                                                     |     |       |    |            |
| \| \| \| \| 1. \| 2. \| 3. \| \| \| -- \| \| --------------------------------------------------- \| --- \| ---- \| -- \| ---------- \| \| 1. \| \| Gonzalo Bueno Simon Carr \| 6 1 \| 6 1 \| \| \| \| 2. \| \| Arklon Huertas del Pino Osgar O'Hoisin \| 6 2 \| 6 3 \| \| \| \| 3. \| \| Ignacio Buse / Jorge Panta Simon Carr / Jack Molloy \| 6 2 \| 7 64 \| \| \| \| 4. \| \| Conner Huertas del Pino Michael Agwi \| 6 3 \| 6 4 \| \| \| \| 5. \| \| Gonzalo Bueno Osgar O'Hoisin \| \| \| \| nehrálo se \| \| \| \| \| \| \| \| \| \| \| \| \| \| \| \| \| \| \| \| \| \| \| \| \| \| \| \| \| \| \| \| \| \| \| \| \| \| \| \| \| |      |                                                     |     |       |    |            |
| |      |                                                     | 1.  | 2.    | 3. |            |
| 1. |      | Gonzalo Bueno Simon Carr                            | 6 1 | 6 1   |    |            |
| 2. |      | Arklon Huertas del Pino Osgar O'Hoisin              | 6 2 | 6 3   |    |            |
| 3. |      | Ignacio Buse / Jorge Panta Simon Carr / Jack Molloy | 6 2 | 7 64  |    |            |
| 4. |      | Conner Huertas del Pino Michael Agwi                | 6 3 | 6 4   |    |            |
| 5. |      | Gonzalo Bueno Osgar O'Hoisin                        |     |       |    | nehrálo se |
| |      |                                                     |     |       |    |            |
| |      |                                                     |     |       |    |            |
| |      |                                                     |     |       |    |            |
| |      |                                                     |     |       |    |            |
| |      |                                                     |     |       |    |            |

### Mexiko vs. Tchaj-wan
| | Mexiko | 1 :                                                              | 3    | Tchaj-wan |    |            |
| --- | ------ | ---------------------------------------------------------------- | ---- | --------- | -- | ---------- |
| Club Deportivo la Asunción, Metepec, Mexiko 4.–5. února 2023 tvrdý |        |                                                                  |      |           |    |            |
| \| \| \| \| 1. \| 2. \| 3. \| \| \| -- \| \| ---------------------------------------------------------------- \| ---- \| --- \| -- \| ---------- \| \| 1. \| \| César Ramírez Ceng Čchun-sin \| 4 6 \| 3 6 \| \| \| \| 2. \| \| Alan Fernando Rubio Fierros Sü Jü-siou \| 5 7 \| 3 6 \| \| \| \| 3. \| \| Isaac Arturo Arévalo / César Ramírez Sü Jü-siou / Ceng Čchun-sin \| 64 7 \| 4 6 \| \| \| \| 4. \| \| Luciano Alcocer Chuang Cung-chao \| 6 3 \| 6 3 \| \| \| \| 5. \| \| César Ramírez Sü Jü-siou \| \| \| \| nehrálo se \| \| \| \| \| \| \| \| \| \| \| \| \| \| \| \| \| \| \| \| \| \| \| \| \| \| \| \| \| \| \| \| \| \| \| \| \| \| \| \| \| |        |                                                                  |      |           |    |            |
| |        |                                                                  | 1.   | 2.        | 3. |            |
| 1. |        | César Ramírez Ceng Čchun-sin                                     | 4 6  | 3 6       |    |            |
| 2. |        | Alan Fernando Rubio Fierros Sü Jü-siou                           | 5 7  | 3 6       |    |            |
| 3. |        | Isaac Arturo Arévalo / César Ramírez Sü Jü-siou / Ceng Čchun-sin | 64 7 | 4 6       |    |            |
| 4. |        | Luciano Alcocer Chuang Cung-chao                                 | 6 3  | 6 3       |    |            |
| 5. |        | César Ramírez Sü Jü-siou                                         |      |           |    | nehrálo se |
| |        |                                                                  |      |           |    |            |
| |        |                                                                  |      |           |    |            |
| |        |                                                                  |      |           |    |            |
| |        |                                                                  |      |           |    |            |
| |        |                                                                  |      |           |    |            |

### Ukrajina vs. Libanon
| | Ukrajina | 3 :                                                                   | 1   | Libanon |     |            |
| --- | -------- | --------------------------------------------------------------------- | --- | ------- | --- | ---------- |
| Leszno Tennis Club, Lešno, Polsko 3.–4. února 2023 tvrdý (hala) |          |                                                                       |     |         |     |            |
| \| \| \| \| 1. \| 2. \| 3. \| \| \| -- \| \| --------------------------------------------------------------------- \| --- \| ---- \| --- \| ---------- \| \| 1. \| \| Vladyslav Orlov Hady Habib \| 6 4 \| 6 2 \| \| \| \| 2. \| \| Vjačeslav Bielinskyj Benjamin Hassan \| 6 4 \| 2 6 \| 6 4 \| \| \| 3. \| \| Illja Beloborodko / Vladyslav Manafov Benjamin Hassan / Hasan Ibrahim \| 6 4 \| 6 3 \| \| \| \| 4. \| \| Oleksandr Ovčarenko Benjamin Hassan \| 5 7 \| 61 7 \| \| \| \| 5. \| \| Vjačeslav Bielinskyj Hady Habib \| \| \| \| nehrálo se \| \| \| \| \| \| \| \| \| \| \| \| \| \| \| \| \| \| \| \| \| \| \| \| \| \| \| \| \| \| \| \| \| \| \| \| \| \| \| \| \| |          |                                                                       |     |         |     |            |
| |          |                                                                       | 1.  | 2.      | 3.  |            |
| 1. |          | Vladyslav Orlov Hady Habib                                            | 6 4 | 6 2     |     |            |
| 2. |          | Vjačeslav Bielinskyj Benjamin Hassan                                  | 6 4 | 2 6     | 6 4 |            |
| 3. |          | Illja Beloborodko / Vladyslav Manafov Benjamin Hassan / Hasan Ibrahim | 6 4 | 6 3     |     |            |
| 4. |          | Oleksandr Ovčarenko Benjamin Hassan                                   | 5 7 | 61 7    |     |            |
| 5. |          | Vjačeslav Bielinskyj Hady Habib                                       |     |         |     | nehrálo se |
| |          |                                                                       |     |         |     |            |
| |          |                                                                       |     |         |     |            |
| |          |                                                                       |     |         |     |            |
| |          |                                                                       |     |         |     |            |
| |          |                                                                       |     |         |     |            |

### Turecko vs. Slovinsko
| | Turecko | 4 :                                                        | 0   | Slovinsko |     |            |
| --- | ------- | ---------------------------------------------------------- | --- | --------- | --- | ---------- |
| Enka Spor Kulübü, Istanbul, Turecko 3.–4. února 2023 tvrdý (hala) |         |                                                            |     |           |     |            |
| \| \| \| \| 1. \| 2. \| 3. \| \| \| -- \| \| ---------------------------------------------------------- \| --- \| ---- \| --- \| ---------- \| \| 1. \| \| Altuğ Çelikbilek Sebastian Dominko \| 6 2 \| 6 3 \| \| \| \| 2. \| \| Cem İlkel Bor Artnak \| 6 2 \| 7 65 \| \| \| \| 3. \| \| Altuğ Çelikbilek / Cem İlkel Sebastian Dominko / Blaž Rola \| 7 5 \| 4 6 \| 6 4 \| \| \| 4. \| \| Ergi Kırkın Matic Križnik \| 6 2 \| 6 2 \| \| \| \| 5. \| \| Cem İlkel Sebastian Dominko \| \| \| \| nehrálo se \| \| \| \| \| \| \| \| \| \| \| \| \| \| \| \| \| \| \| \| \| \| \| \| \| \| \| \| \| \| \| \| \| \| \| \| \| \| \| \| \| |         |                                                            |     |           |     |            |
| |         |                                                            | 1.  | 2.        | 3.  |            |
| 1. |         | Altuğ Çelikbilek Sebastian Dominko                         | 6 2 | 6 3       |     |            |
| 2. |         | Cem İlkel Bor Artnak                                       | 6 2 | 7 65      |     |            |
| 3. |         | Altuğ Çelikbilek / Cem İlkel Sebastian Dominko / Blaž Rola | 7 5 | 4 6       | 6 4 |            |
| 4. |         | Ergi Kırkın Matic Križnik                                  | 6 2 | 6 2       |     |            |
| 5. |         | Cem İlkel Sebastian Dominko                                |     |           |     | nehrálo se |
| |         |                                                            |     |           |     |            |
| |         |                                                            |     |           |     |            |
| |         |                                                            |     |           |     |            |
| |         |                                                            |     |           |     |            |
| |         |                                                            |     |           |     |            |

### Litva vs. Pákistán
| | Litva | 4 :                                                     | 0   | Pákistán |     |            |
| --- | ----- | ------------------------------------------------------- | --- | -------- | --- | ---------- |
| SEB Arena, Vilnius, Litva 3.–4. února 2023 tvrdý (hala) |       |                                                         |     |          |     |            |
| \| \| \| \| 1. \| 2. \| 3. \| \| \| -- \| \| ------------------------------------------------------- \| --- \| --- \| --- \| ---------- \| \| 1. \| \| Ričardas Berankis Muhammad Shoaib \| 6 0 \| 6 2 \| \| \| \| 2. \| \| Edas Butvilas Aqeel Khan \| 6 1 \| 6 0 \| \| \| \| 3. \| \| Tadas Babelis / Vilius Gaubas Aqeel Khan / Ajsám Kúreší \| 1 6 \| 6 2 \| 6 2 \| \| \| 4. \| \| Vilius Gaubas Muhammad Abid \| 6 2 \| 6 2 \| \| \| \| 5. \| \| Edas Butvilas Muhammad Shoaib \| \| \| \| nehrálo se \| \| \| \| \| \| \| \| \| \| \| \| \| \| \| \| \| \| \| \| \| \| \| \| \| \| \| \| \| \| \| \| \| \| \| \| \| \| \| \| \| |       |                                                         |     |          |     |            |
| |       |                                                         | 1.  | 2.       | 3.  |            |
| 1. |       | Ričardas Berankis Muhammad Shoaib                       | 6 0 | 6 2      |     |            |
| 2. |       | Edas Butvilas Aqeel Khan                                | 6 1 | 6 0      |     |            |
| 3. |       | Tadas Babelis / Vilius Gaubas Aqeel Khan / Ajsám Kúreší | 1 6 | 6 2      | 6 2 |            |
| 4. |       | Vilius Gaubas Muhammad Abid                             | 6 2 | 6 2      |     |            |
| 5. |       | Edas Butvilas Muhammad Shoaib                           |     |          |     | nehrálo se |
| |       |                                                         |     |          |     |            |
| |       |                                                         |     |          |     |            |
| |       |                                                         |     |          |     |            |
| |       |                                                         |     |          |     |            |
| |       |                                                         |     |          |     |            |

### Nový Zéland vs. Bulharsko
| | Nový Zéland | 1 :                                                         | 3    | Bulharsko |     |            |
| --- | ----------- | ----------------------------------------------------------- | ---- | --------- | --- | ---------- |
| Wilding Park, Christchurch, Nový Zéland 4.–5. února 2023 tvrdý |             |                                                             |      |           |     |            |
| \| \| \| \| 1. \| 2. \| 3. \| \| \| -- \| \| ----------------------------------------------------------- \| ---- \| --- \| --- \| ---------- \| \| 1. \| \| Ajeet Rai Alexandar Lazarov \| 61 7 \| 2 6 \| \| \| \| 2. \| \| Kiranpal Pannu Dimitar Kuzmanov \| 7 5 \| 3 6 \| 2 6 \| \| \| 3. \| \| Artem Sitak / Michael Venus Alexandr Donski / Petr Nestěrov \| 6 4 \| 3 6 \| 6 3 \| \| \| 4. \| \| Ajeet Rai Dimitar Kuzmanov \| 3 6 \| 7 5 \| 4 6 \| \| \| 5. \| \| Rubin Statham Alexandar Lazarov \| \| \| \| nehrálo se \| \| \| \| \| \| \| \| \| \| \| \| \| \| \| \| \| \| \| \| \| \| \| \| \| \| \| \| \| \| \| \| \| \| \| \| \| \| \| \| \| |             |                                                             |      |           |     |            |
| |             |                                                             | 1.   | 2.        | 3.  |            |
| 1. |             | Ajeet Rai Alexandar Lazarov                                 | 61 7 | 2 6       |     |            |
| 2. |             | Kiranpal Pannu Dimitar Kuzmanov                             | 7 5  | 3 6       | 2 6 |            |
| 3. |             | Artem Sitak / Michael Venus Alexandr Donski / Petr Nestěrov | 6 4  | 3 6       | 6 3 |            |
| 4. |             | Ajeet Rai Dimitar Kuzmanov                                  | 3 6  | 7 5       | 4 6 |            |
| 5. |             | Rubin Statham Alexandar Lazarov                             |      |           |     | nehrálo se |
| |             |                                                             |      |           |     |            |
| |             |                                                             |      |           |     |            |
| |             |                                                             |      |           |     |            |
| |             |                                                             |      |           |     |            |
| |             |                                                             |      |           |     |            |